# Open des Volcans
Het Open des Vulcans was van 1992 - 2007 een golftoernooi op de European Challenge Tour.
| Jaar                                               | Baan             | Winnaar          |                  |
| Open des Volcans                                   | Open des Volcans | Open des Volcans | Open des Volcans |
| -------------------------------------------------- | ---------------- | ---------------- | ---------------- |
| 1992                                               | Golf des Volcans | Mikael Krantz    |                  |
| 1993                                               | Golf des Volcans | Dennis Edlund    |                  |
| 1994                                               | Golf des Volcans | Eric Giraud      |                  |
| 1995                                               | Golf des Volcans | Thomas Gögele    |                  |
| 1996                                               | Golf des Volcans | Andrew Sandywell |                  |
| 1997                                               | Golf des Volcans | Mark Litton      |                  |
| 1998                                               | Golf des Volcans | Warren Bennett   |                  |
| 1999                                               | Golf des Volcans | Philip Golding   |                  |
| 2000                                               | Golf des Volcans | Renaud Guillard  |                  |
| 2001                                               | Golf des Volcans | Scott Drummond   |                  |
| 2002                                               | Golf des Volcans | Scott Kammann    |                  |
| Open des Volcans Challenge de France               |                  |                  |                  |
| 2003                                               | Golf des Volcans | Ivó Giner        |                  |
| 2004                                               | Golf des Volcans | Johan Axgren     |                  |
| 2005                                               | Golf des Volcans | Ilya Goroneskoul |                  |
| 2006                                               | Golf des Volcans | Martin Kaymer    |                  |
| AGF-Allianz Open des Volcans – Challenge de France |                  |                  |                  |
| 2007                                               | Golf des Volcans | Gareth Paddison  |                  |